# Alfred Rauch
Pour les articles homonymes, voir Rauch.
Alfred Rauch, né le 8 juillet 1893 à Stuttgart et mort le 1er mai 1977 à Heidenheim an der Brenz, est un ingénieur et homme politique allemand (CDU). 

## Biographie
Rauch est ingénieur senior et professionnellement actif en tant que manager. 
Après la Seconde Guerre mondiale, il rejoint les chrétiens-démocrates et est élu président de la CDU d'Heidenheim en juin 1957. À partir de 1946, il est membre de longue date du conseil municipal d'Heidenheim et ainsi que du conseil d'arrondissement de Heidenheim. En 1950, il est élu au Landtag de Wurtemberg-Bade, dont il est membre jusqu'en 1952. De 1952 à 1968, il est membre de l'Assemblée constituante de l'État du Bade-Wurtemberg (1952-1953) et membre du Landtag de Bade-Wurtemberg (1953-1968) pour la circonscription de Heidenheim/Neu-Ulm. Rauch mène plusieurs campagnes électorales avec Ludwig Erhard, qui représente la circonscription de Heidenheim/Neu-Ulm. En octobre 1961, il est élu vice-président du groupe parlementaire CDU. Après avoir quitté le Landtag, Rauch est président de l'Association de gestion des eaux du Wurtemberg. 

## Honneurs
- 1963: Commandeur de l'ordre du Mérite de la République fédérale d'Allemagne